# 札幌駅北口地下歩道

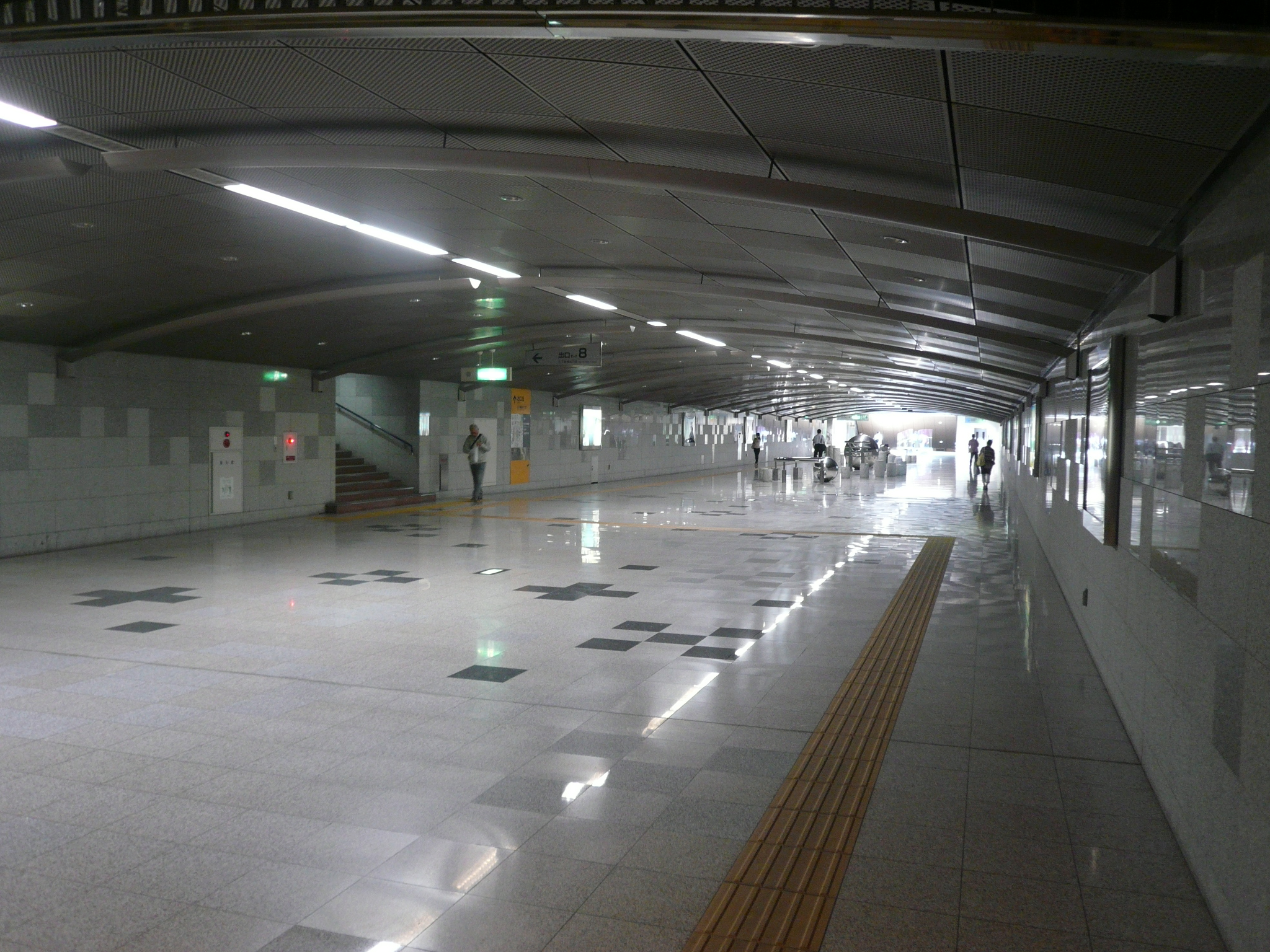
札幌駅北口地下歩道（2013年8月）

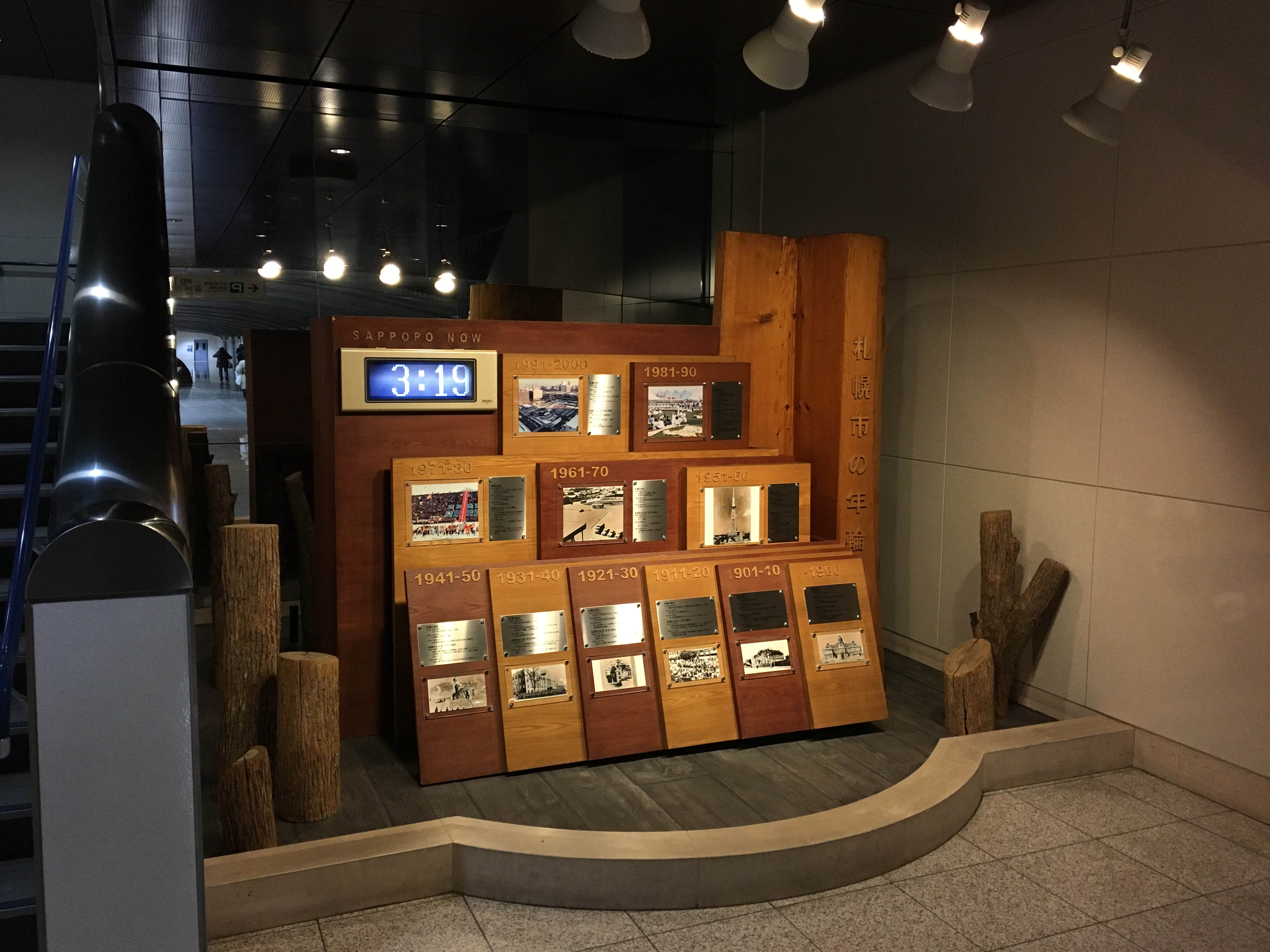
展示「札幌市の年輪」（2019年2月）

札幌駅北口地下歩道（さっぽろえききたぐちちかほどう、英: Sapporo Station North Square Underground Passage）は、北海道札幌市北区にある都市計画道路（歩行者専用道路）。都市計画上は「札幌駅北口1号地下歩道」と「札幌駅北口2号地下歩道」に分かれているが、札幌駅と駅北口周辺施設を接続する地下通路として一体的に運用されている。
ここでは、地下歩道と直結する都市計画駐車場「札幌駅北口地下駐車場」についても記述する。

## 概要
札幌市が国の補助を受け、総工費260億円（併設する札幌駅北口地下駐車場や地上の札幌駅北口駅前広場なども含む）で建設した。通路は地下駐車場を囲うようにロの字に建設されており、周辺の一部ビルとは地下で接続している。
天井の各所にスルーホール（天窓）を設けて自然光が通路内に差し込むように設計されているほか、通路には様々なオブジェが設置されている。イベント実施や多くのビルに地下で直結する札幌駅前通地下歩行空間と比較すると、単なる地下通路としての色が強い。
札幌駅北口地下歩道を北端に、札幌駅・さっぽろ駅や札幌駅前通地下歩行空間を通って地下鉄南北線すすきの駅までの1,900 mがほぼ直線でつながっており、日本国内で最も直線距離が長い地下通路（地下道）になっている。

### 路線データ
- 通行時間 - 6:00 - 24:00
- 区間 - 470 m
  - 1号地下歩道 - 250 m[1][2]
  - 2号地下歩道 - 220 m[1][2]
- 幅員 - 12 m[1][2]
- 出入口 - 13箇所
- 公共トイレ - 2箇所

## 出入口

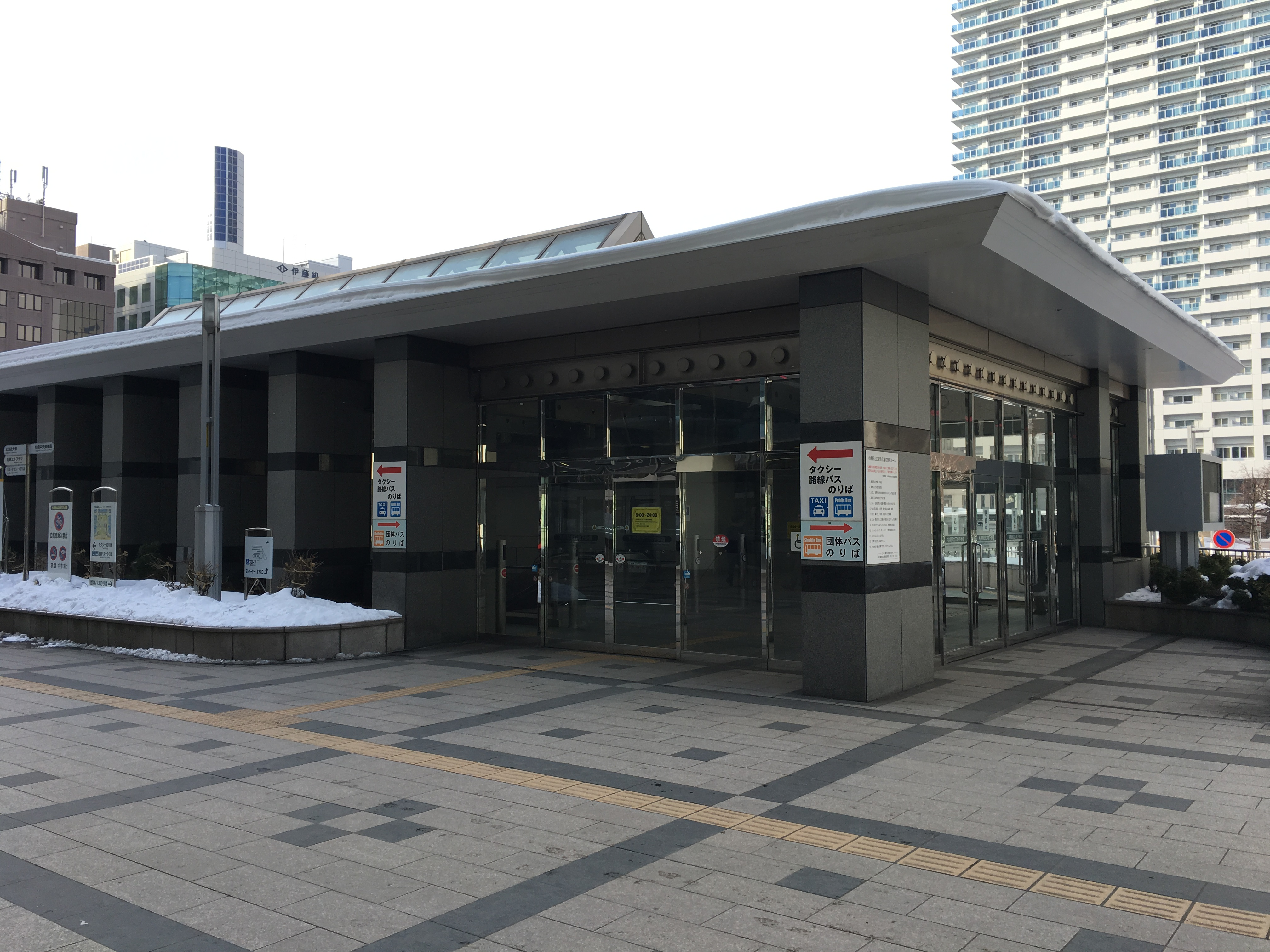
5番出入口（2019年2月）

出入口の番号は、1番（北8条西2丁目）から時計回りに付けられている。
| 番号    | 輸送機器 | 場所                                   |
| ------- | -------- | -------------------------------------- |
| 1       | EV・ES   | 札幌第1合同庁舎前                      |
| 2       |          | 東京建物札幌ビル前                     |
| 3       |          | 札幌北ビル前                           |
| 4       |          | 札幌駅・さっぽろ駅                     |
| 5       | EV・ES   | 札幌駅北口駅前広場 札幌駅              |
| 6       | EV・ES   | 札幌駅北口駅前広場 札幌駅              |
| 7       |          | 札幌駅・さっぽろ駅                     |
| 8       |          | KDX札幌ビル前                          |
| 9       |          | 伊藤110ビル前                          |
| 10      |          | 札幌駅北口駅前広場 札幌駅北口駐輪場    |
| 11      |          | 札幌駅北口駅前広場                     |
| 12      |          | 札幌エルプラザ前                       |
| 13      |          | D'グラフォート札幌ステーションタワー前 |
| P1 - P4 |          | 札幌駅北口地下駐車場                   |

### 直結している施設
- 札幌北ビル
- 札幌エルプラザ
- D'グラフォート札幌ステーションタワー

## 札幌駅北口地下駐車場
札幌駅北口駅前広場（北7条西3丁目）の地下に設置された市営駐車場で、正式名称は「札幌市札幌駅北口地下駐車場」。札幌駅北口地下歩道開通と同時に開業した。周辺の商業施設の特約駐車場にもなっている。
- 営業時間 - 7:00 - 24:00（入庫は22:00まで）
- 面積 - 10,035 m2（地下1階：8,174 m2、地下2階：1,861 m2）
- 収容台数 - 全230台分（地下1階：196台分、地下2階：34台分）